# روز بله‌گویی
روز بله‌گویی (به انگلیسی: Yes Day) یک فیلم کمدی-درام و خانوادگی آمریکایی محصول سال ۲۰۲۱ به کارگردانی میگوئل آرتتا، از فیلمنامه‌ای از جاستین مالن، براساس کتاب کودکانه‌ای به همین نام ساخته ایمی کراوس رزنتال و تام لیختن هلد ساخته شده‌است. بازیگران اصلی این فیلم جنیفر گارنر، ادگار رامیرز و جنا اورتگا می‌باشند.

## داستان
در مورد زن و شوهری به نام آلیسون و کارلوس است که تصمیم میگیرند به عنوان پاداش به سه فرزند خود یک روز بله گویی هدیه داده تا در این روز به خصوص و به مدت بیست و چهار ساعت به تمام خواسته‌های بچه‌هایشان بله گفته و آن‌ها قوانین این روز پر دردسر را تنظیم کنند تا اینکه…

## انتشار فیلم
این فیلم در تاریخ ۱۲ مارس ۲۰۲۱، توسط شبکه نتفلیکس منتشر شد.

## تولید
فیلم‌برداری اصلی در نوامبر ۲۰۱۹ در لس آنجلس آغاز شد.